# 쇼다 야스토시
쇼다 야스토시(일본어: 庄田 安利 しょうだ やすとし[*], 게이안 3년 (1650년) - 호에이 2년 9월 5일 (1705년 10월 22일))는 에도시대 전기의 하타모토이자 에도 막부 오오메츠케이다. 아명은 만치요(일본어: 万千代 まんちよ[*]), 통칭 산자에몬(일본어: 三左衛門 さんざえもん[*]), 코자에몬(일본어: 小左衛門 こざえもん[*]), 별칭으로는 쇼다 시모우사노카미이다. 종5위하 시모우사노카미이다. 아내는 스가누마 사다자네의 딸이다.

## 생애
하타모토 쇼다 야스카츠 (3천석)의 장남으로 태어났다. 어머니는 하타모토로 코슈류 병학자 오바타 카게노리의 양녀이다. 만지 원년 (1658년) 8월 8일 처음 쇼군 도쿠가와 이에츠나를 배알하였다. 간분 7년 (1667년) 11월 21일, 오코쇼구미의 반사가 되었고, 간분 9년 (1669년) 7월 10일, 아버지 야스카츠의 죽음으로 쇼다 가문의 가독을 상속하였다. 유산으로 받은 영지 3천 석 중 4백 석을 동생 쇼다 야스노리에게 분할하였으므로, 야스토시는 2600석을 지행하였다.
간분 11년 (1671년) 6월 5일부터 진상물 담당을 맡아 덴나 원년 (1681년) 6월 18일, 쇼군 도쿠가와 이에츠나의 정실 후시미노미야 아키코 여왕의 영묘의 건축 공적으로 시복 3령, 하오리 1령 및 황금 3장을 하사 받았다. 덴나 3년 (1683년) 3월 11일, 혼쇼부교에 취임했으나 12월 25일에 사직하였다. 죠쿄 원년 (1684년) 12월 27일, 근면한 근사를 칭찬받아 황금 5장을 받았다. 죠쿄 2년 (1685년) 7월 23일, 어사번으로 돌아왔고, 10월 19일, 메츠케를 대신해 닛코 동조궁으로 향했다. 나중에 종종 이 역을 맡았다. 12월 28일에는 포의 착용을 허락 받았다 (6위 상당을 차지했음을 의미한다.).
겐로쿠 5년 (1692년) 5월 28일, 먼저 미노국 하치만번 (구죠번)의 주인 엔도 츠네히사 (2만 4천석)가 7살의 나이로 요절해, 후계자 없는 엔도 가문이 1만 석으로 감지로 성을 받게 되었을 때, 야스토시가 미노국 구죠로 가서 성 수령 역할을 맡았다. 겐로쿠 7년 (1694년) 정월 11일, 니시노마루 루스이역에 취임해, 12월 18일에는 종5위하 시모우사노카미에 취임했다. 겐로쿠 12년 (1699년) 12월 15일, 오오메츠케에 취임했다.
재임 중이었던 겐로쿠 14년 (1701년) 3월 14일, 아코번주 아사노 나가노리가 코가 히젠 키라 요시히사에게 성 내에서 칼로 상처를 입혔기 때문에, 타무라 타츠아키의 저택에서 맡겨진 몸이 되어, 당일 할복으로 결정되었다. 이때, 나가노리 할복 검사역 정사로 야스토시가 선정되어, 부사의 메츠케 오카도 시게토모・오오쿠보 타다시게과 함께 타무라 저택으로 향하였다. 이 역할에 있어서 오카도는 아사노를 배려했지만, 야스토시는 나가노리를 죄인으로서 마당에서 할복 시키는 등 엄격한 태도로 임했다고 한다.
그 후, 세간의 아사노의 편을 드는 사람들이 많아진 탓인지, 막부는 8월 21일에야 야스토시를 오쿠고가의 오오토모 요시타카 (키라 요시히사의 부하)・서원번사 토죠 후유시게 (키라 요시히사의 친동생) 등 키라 요시히사에게 가까운 하타모토들과 함께 "근무하기 어렵다" 등으로 비난해, 야스토시는 오오메츠케에서 해임되어, 하타모토 요리아이세키에 들어가게 된다. 그 후, 야스토시가 직책에 취임하는 일은 없고, 호에이 2년 (1705년) 9월 5일, 실의 속에서 사망하였다. 향년 56세로, 법명은 순진(純真)이다. 적남 쇼다 야스미치가 쇼다 가문의 가독을 상속받았다.
또한, 닌교조루리 및 가부키의 『카나데혼 츄신구라』에서는 야쿠시지 지로자에몬(일본어: 薬師寺 次郎左衛門 やくしじ じろうざえもん[*])의 이름으로 등장하는데, 이것은 『태평기』 중의 코노 모로나오의 가신 야쿠시지 타카요시 (薬師寺 公義)의 통칭이다.